# Propriété foncière dans l'Égypte antique
La propriété foncière dans l'Égypte antique oscille entre le privé, le monarque et le féodal. Un roi fort peut profiter de situations difficiles, comme la famine, pour acheter des terres à des propriétaires privés et en faire une propriété de la couronne. Un roi plus faible doit acheter les services de seigneurs puissants en leur offrant des terres en cadeau.
Bakenranef, roi de la XXIVe dynastie qui a régné sur Saïs, a été crédité d'avoir lancé un programme de réforme agraire modifiant la propriété foncière, mais elle n'a pas été un succès,. La tradition selon laquelle Bakenranef était un grand législateur remonte à l'historien antique Diodorus Siculus, mais la brièveté du règne de Bakenranef et la faible étendue géographique de la zone qu'il a gouvernée, ainsi que le caractère indirect des preuves historiques, ont jeté un certain doute sur cette affirmation,.